# Мартин новозеландський
Мартин новозеландський (Chroicocephalus novaehollandiae scopulinus) — середнього розміру мартин роду Chroicocephalus. Раніше вважався окремим видом, але зараз зазвичай розглядається як підвид австралійського мартина (Chroicocephalus novaehollandiae).

## Опис
Він має білу голову, тіло і хвіст, крила світло-сірі. Ноги і дзьоб червоні.

## Поширення
Гніздяться в Новій Зеландії.  Також були помічені в Австралії, на островах Кермадек і Лорд-Хау.

## Розмноження
Шлюбний сезон починається в липні (у південній півкулі це середина зими), а період гніздування триває з вересня по грудень. Вони гніздяться колоніями. Відкладають в середньому по 2 яйця. Насиджування триває 22-26 днів, а ще через 28-35 днів молодь вже може літати.